# Королівське географічне товариство
Королівське географічне товариство — це британське наукове товариство, засноване у 1830 році під назвою Географічне товариство Лондона (Geographical Society of London) для розвитку географічної науки під покровительством короля Вільгельма IV. Воно поглинуло «Асоціацію із просування відкриття внутрішніх областей Африки» (Association for Promoting the Discovery of the Interior Parts of Africa), також відому як Африканська асоціація (African Association) (заснована сером Джозефом Бенксом у 1788 році), Клуб Ролі (Raleigh Club) й Палестинську асоціацію (Palestine Association). Товариство отримало королівські привілеї від королеви Вікторії у 1859 році.

## Історія

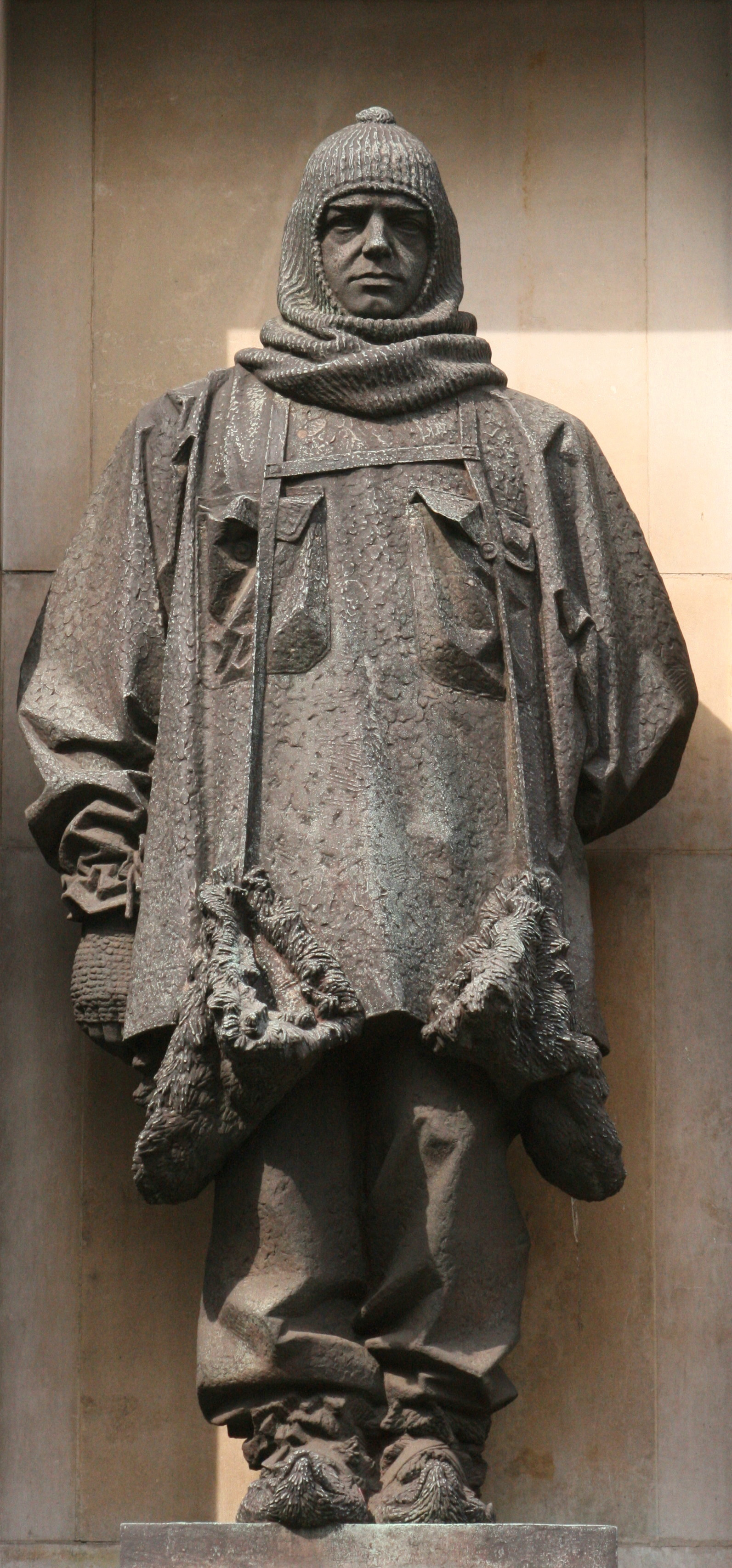
Статуя Шеклтона ззовні штаб-квартири товариства

Засновниками товариства були сер Джон Барроу, сер Джон Франклін і Френсіс Бофорт. Товариство активно сприяло й усіляко підтримувало безліч відомих дослідників та мандрівників, таких як:
- Чарльз Дарвін
- Джеймс Кінгстон Такі
- Давид Лівінгстон
- Вільям Огілві
- Роберт Фелкон Скотт
- Річард Френсіс Бертон
- Джон Геннінг Спік
- Джордж Гейвард
- Генрі Мортон Стенлі
- Фредерік Джексон
- Ернест Генрі Шеклтон
- Едмунд Гілларі

З середини 19-го століття до середини Першої світової війни експедиції, які спонсорувались Королівським географічним товариством, часто потрапляли на обкладинки преси, думка його президента і членів правління високо котувались.
У 1933 році частина членів товариства залишили членство, щоб заснувати організацію під назвою Інститут британських географів (Institute of British Geographers). Королівське географічне товариство та Інститут британських географів співіснували упродовж 60 років, до 1994 року, коли почалась дискусія про об'єднання. У січні 1995 року відбулось злиття, й нова організація отримала назву Королівське географічне товариство (спільно з Інститутом британських географів).
Нині товариство є лідером серед світових центрів географічних досліджень, який підтримує освіту, навчання, дослідження й наукові експедиції. Також здійснюється просування й популяризація географії у суспільстві. Головні офіси товариства розташовані в Лоутер Лодж (Кенсінгтон, Лондон).

## Система управління

### Рада
Товариством керує рада опікунів під головуванням президента. Члени ради і президент обираються з рядових членів товариства. Рада складається з 25 членів, 22 з яких обираються членами товариства на трирічний термін. Поряд із членами, яких обирають, до ради входять три почесних члени.

### Комітети
Товариство має 5 профільних комітетів:
- Комітет з освіти
- Комітет досліджень
- Комітет експедицій та польової роботи
- Комітет інформаційних ресурсів
- Комітет фінансів

### Президенти географічного товариства
- Фредерік Джон Робінсон, 1-й віконт Годрік (1830—1833)
- Родерік Імпі Мерчісон (1851—1853)
- Генрі Кресвік Роулінсон (1871—1873 и 1874—1876)
- Резерфорд Олкок
- Роберт Клемент Маркем (1893—1905)
- Джордж Таубман Голді (1905—1908)
- Леонард Дарвін (1905—1911)
- Томас Гангерфорд Голдіч (1919—1922)
- Джеймс Ворді
- Реймонд Прістлі (1961—1963)
- Лоренс Дадлі Штамп (1963—1966)
- Едвард Шеклтон (1971—1974)
- Криспін Тікелл (1989—1993)
- Джордж Джелліко (1993—1997)
- Джон Палмер (1997—2000)

## Членство
Товариство має чотири категорії членства:

### Звичайне членство
Кожен, хто цікавиться географією, має право подати заяву, щоб стати членом Королівського географічного товариства.

### Юний географ
Люди у віці від 14-ти до 24-х років, які проходять навчання або нещодавно завершили навчання за напрямком географії або суміжних областей.

### Членство
Членство у товаристві надається будь-якій особі, старшій за 21 рік, хто був рядовим членом товариства упродовж п'яти попередніх років та/або мав відношення до географії через участь у дослідженнях, публікаціях або за родом діяльності й був висунутий і підтриманий іншими членами. Членство дарує можливість використання префіксу FRGS після імені члена.

### Аспірантське членство у товаристві
Відкрито для будь-кого, хто є аспірантом географії або суміжних галузей в університетах на території Сполученого Королівства.

## Привілейований географ
Починаючи з 2002 року, товариство почало надавати статус привілейованого географа. Такий статус може отримати лише той, хто має вчений ступінь з географії чи суміжних галузей, принаймні 6 років досвіду роботи у географі чи суміжних галузях або 15 років досвіду роботи для людей без вченого ступеню. Володіння таким статусом у товаристві надає можливість використання префіксу C Geog після імені та є свідченням зобов'язання професійного розвитку й відповідності найвищим професійним стандартам.
Привілейований географ (Викладач) — професійна акредитація, доступна викладачам, які демонструють високий рівень компетентності, досвіду й професіоналізму у використанні географічних знань та вмінь всередині й за межами аудиторії, які зобов'язуються підтримувати свої фахові стандарти через постійний професійний розвиток.

## Дослідницькі групи
Товариство проводить наукові дослідження у різних галузях за допомогою таких груп:
| Дослідницькі групи                                       |                                                   |
| -------------------------------------------------------- | ------------------------------------------------- |
| Біогеографічна дослідницька група                        | Британська геоморфологічна дослідницька група     |
| Дослідницька група зі зміни клімату                      | Контрактний дослідницький і навчальний форум      |
| Дослідницька група районів, що розвиваються              | Дослідницька група економічної географії          |
| Дослідницька група геоінформаційних систем               | Дослідницька група географії здоров'я             |
| Дослідницька група географії відпочинку й туризму        | Дослідницька група вищої освіти                   |
| Дослідницька група історичної географії                  | Дослідницька група історії та філософії географії |
| Гірська дослідницька група                               | Спільна географічна дослідницька група            |
| Дослідницька група планування й навколишнього середовища | Дослідницька група політичної географії           |
| Дослідницька група географії народонаселення             | Аспірантський форум                               |
| Дослідницька група пост-соціалістичної географії         | Дослідницька група кількісних методів             |
| Дослідницька група сільськогосподарської географії       | Дослідницька група географії населення й культури |
| дослідницька група міської географії                     | Дослідницька група транспортної географії         |

## Нагороди й гранти
Товариство вручає також безліч нагород географам, які зробили значний внесок у розвиток географії.
Найпрестижніші з цих нагород — Gold Medals (Founder's Medal 1830 і Patron's Medal 1838). Такі нагороди вручаються за «підтримку і просування географічної науки та відкриттів», кандидати проходять затвердження королевою Великої Британії Єлизаветою II. Нагородження бере свій початок від щорічних вручень 50 гіней королем Великої Британії Вільгельмом IV (перше вручення відбулось 1831 року), «для започаткування премії для заохочення і просування географічної науки та відкриттів». У 1839 році товариство вирішило перейти від монетарної політики виплати премій до вручення золотих медалей: Медалі засновників і Медалі покровителів. Нагороди у різні часи отримували такі знамениті географи, як Давид Лівінгстон, Альфред Рассел Воллес, Гелфорд Джон Маккіндер, Річард Чорлі, Девід Гарві й багато інших.
Усього товариство присуджує 17 медалей і нагород, включаючи почесне членство. Ось деякі з нагород:
- The Victoria Medal (1902) за «видатні заслуги у географічних дослідженнях»
- The Murchsion Award (1882) за «публікації, оцінені як такі, що зробили важливий внесок до географічної науки за минулі роки»
- The Cuthbert Peak Award (1883) за «просування географічних знань про вплив людини на середовище шляхом застосування сучасних методів, таких як вивчення землі і картографія»
- The Edward Heath Award (1984) за «географічні дослідження в Європі або регіонах, що розвиваються»

Товариство також присуджує 16 грошових грантів на різні потреби, від виплат визнаним вченим, спонсорування експедицій і польових робіт до заохочення фотографів і ЗМІ. Гранти Ральфа Брауна і Гілкрайста є найбільшими грантами, що присуджуються товариством і становлять 15 000 фунтів.